# Citheronia benjamini
Citheronia benjamini är en fjärilsart som beskrevs av William Schaus 1933. Citheronia benjamini ingår i släktet Citheronia och familjen påfågelsspinnare. Inga underarter finns listade i Catalogue of Life.